# Anopheles samarensis
Anopheles samarensis är en tvåvingeart som beskrevs av Rozeboom 1951. Anopheles samarensis ingår i släktet Anopheles och familjen stickmyggor.
Artens utbredningsområde är Filippinerna. Inga underarter finns listade i Catalogue of Life.